# Il dottor Faustus
Il dottor Faustus (Doctor Faustus) è un film horror del 1967 diretto da Richard Burton e Nevill Coghill.
Si tratta di un adattamento cinematografico de La tragica storia del Dottor Faust, opera teatrale del 1588 di Christopher Marlowe.

## Trama
Un uomo vende la sua anima al diavolo per avere la donna che ama.